# U-Bahnhof Conceição

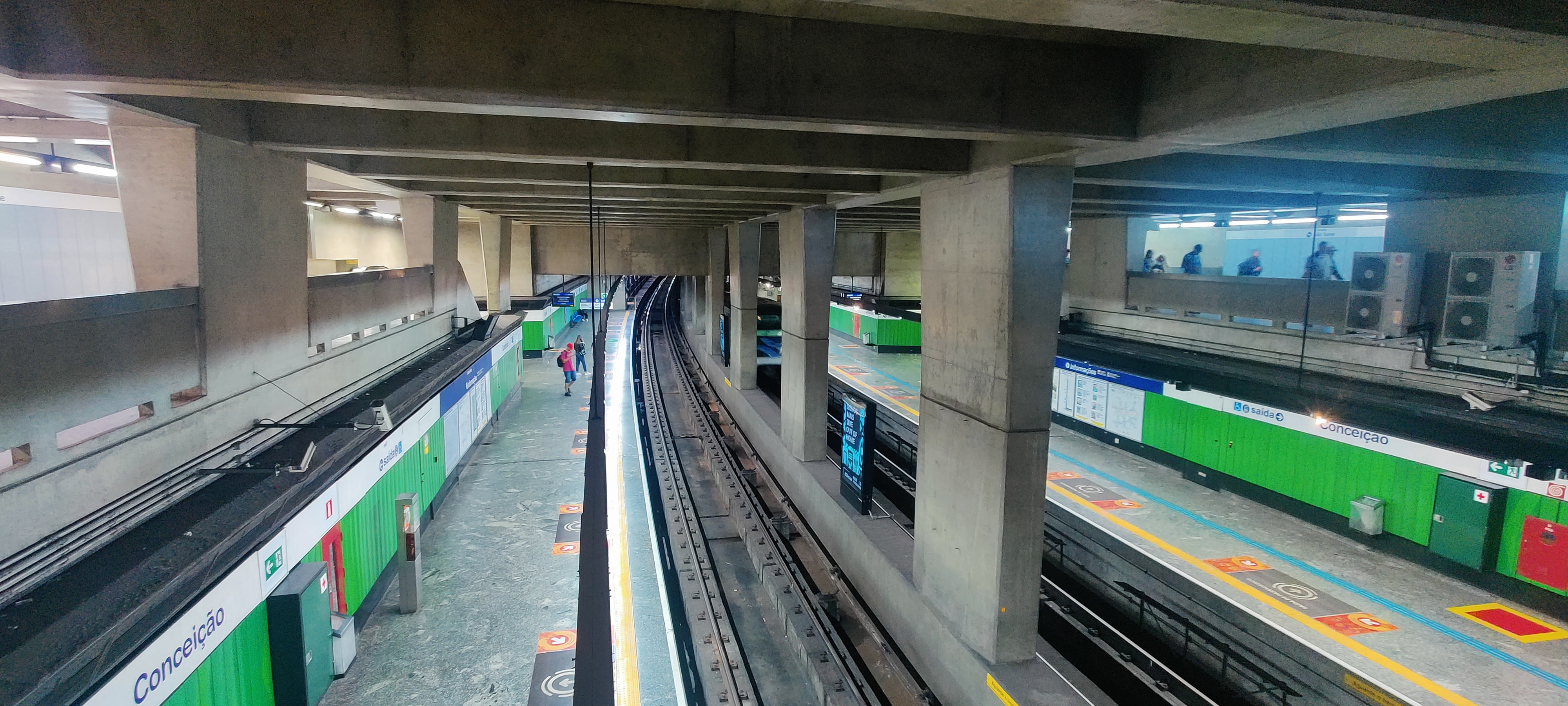
Blick vom Zwischengeschoss auf die Seitenbahnsteige des U-Bahnhofes Conceição (2024)

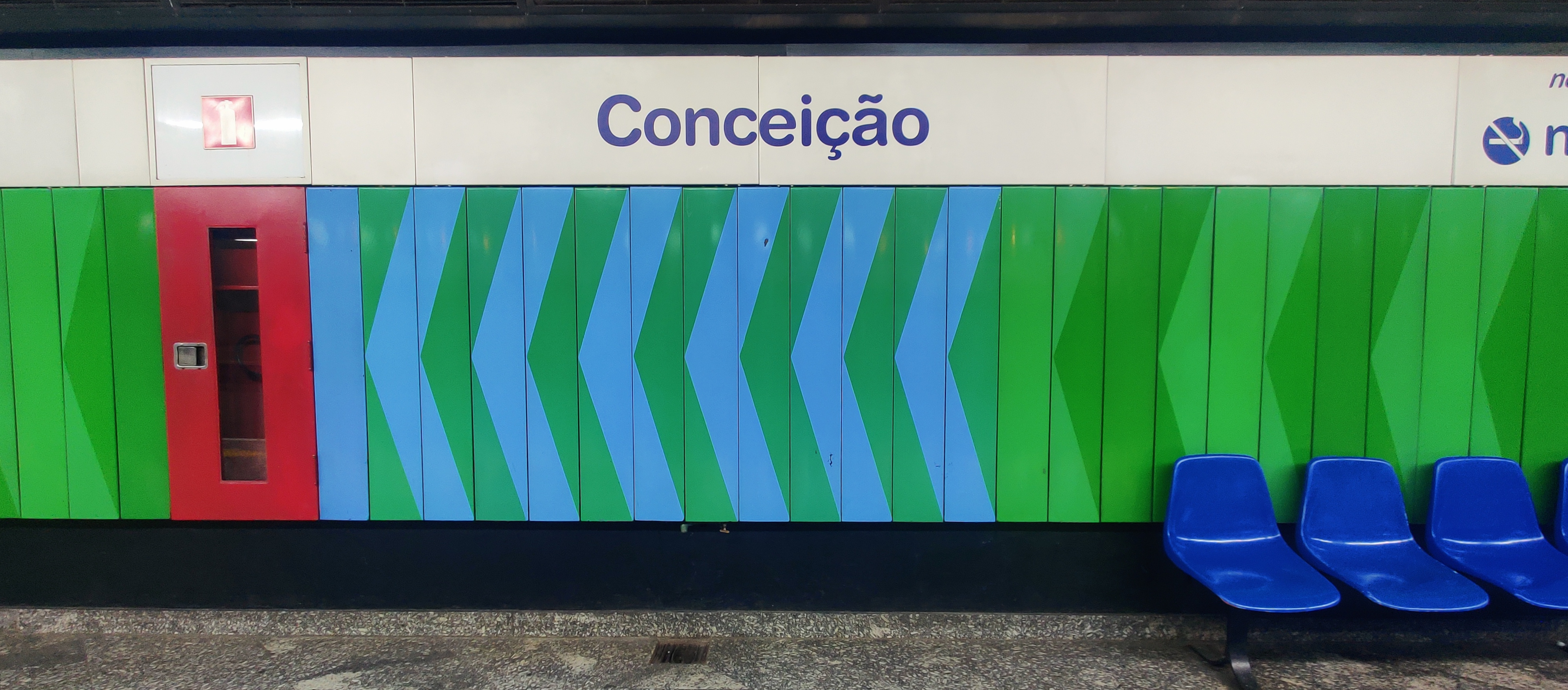
Wandpanel mit Bahnhofsnamen und Sitzreihe (2024)

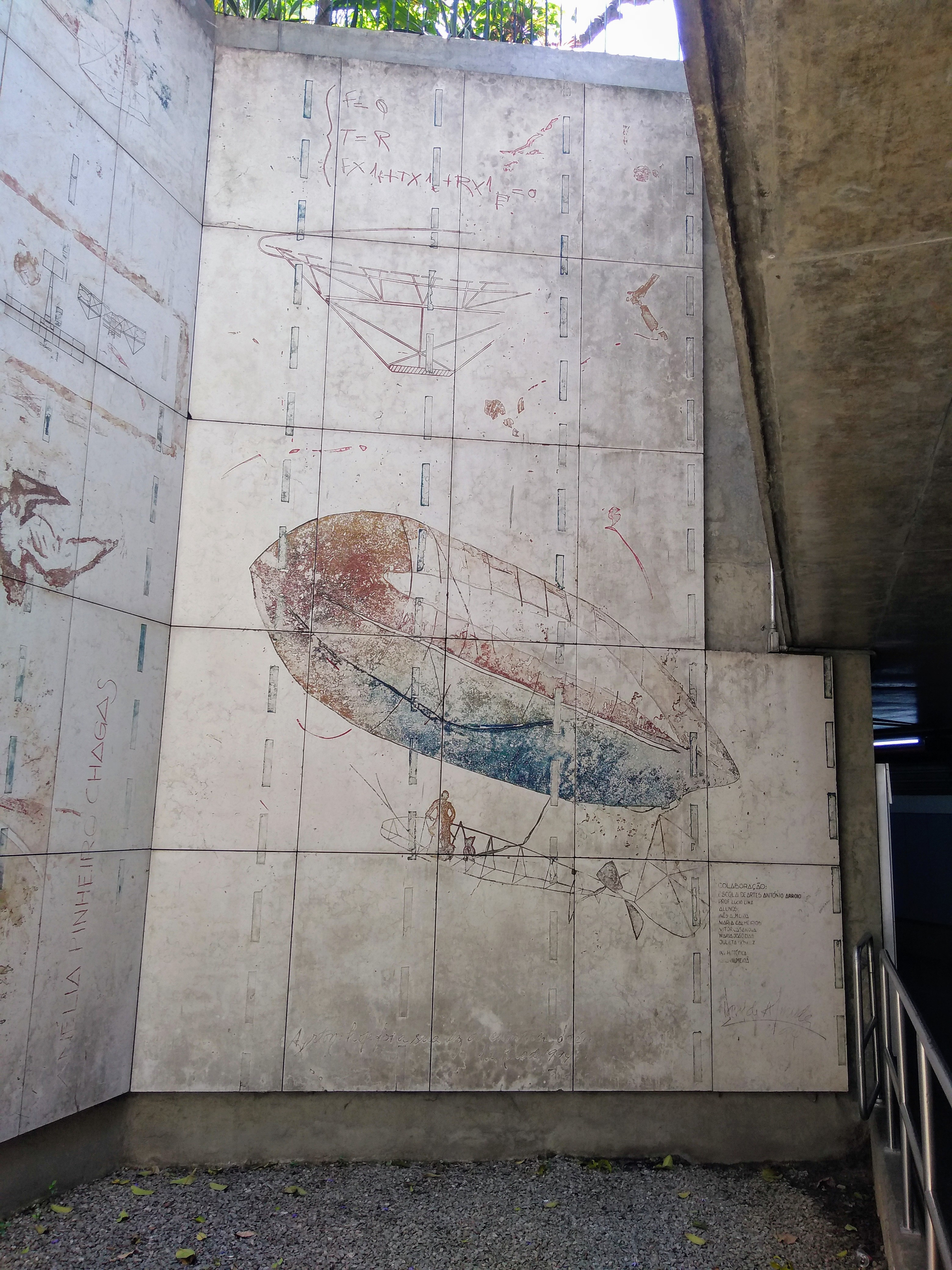
Kunstwerk As Vias do céu [Himmelswege] des Künstlers David de Almeida (1994), ein Geschenk der Metro Lissabon

Conceição ist ein U-Bahnhof der Linha 1-Azul der Metrô São Paulo, des U-Bahn-Netzes der brasilianischen Metropole São Paulo. Der unterirdische Bahnhof befindet sich unterhalb der Avenida Engenheiro Armando de Arruda Pereira im Stadtteil Vila Guaraní des Distrikts Jabaquara. Er wurde am 14. September 1974 als Teil der ersten Strecke der Metrô São Paulo eröffnet. Die Nachbarbahnhöfe sind Jabaquara (in Richtung Süden) und São Judas (in Richtung Norden).

## Geschichte
Der U-Bahnhof Conceição wurde gemeinsam mit den sechs anderen Bahnhöfen der damaligen Linha Norte-Sul zwischen Jabaquara und Vila Mariana in offener Bauweise errichtet und am 14. September 1974 eröffnet. Seinen Namen erhielt der Bahnhof nach der ehemaligen Estrada da Conceição (später Avenida Conceição), dem früheren Namen der Avenida Engenheiro Armando de Arruda Pereira.
Die Architekten Marcello Fragelli und Vasco de Mello waren für die Grundplanung des U-Bahnhofes verantwortlich, Flávio Marcondes für die architektonische Planung; archiktektonisch dominiert der für die Zeit übliche Sichtbeton den Bahnhof. Der U-Bahnhof erhielt zwei Seitenbahnsteige, darüberliegend jeweils eine Seitengalerie, wo sich die Zugangssperren und Fahrkartenschalter befinden. Von diesem Zwischengeschoss aus führen insgesamt vier Zugänge zur Oberfläche, einer auf westlicher Seite (mit Hauptzugang, angeschloss ein kleines Busterminal), zwei auf östlicher Seite. Insgesamt beträgt die Gesamtfläche des U-Bahnhofes 6840 Quadratmeter.
Der Bau des U-Bahnhofes Conceição diente auch der gezielten Urbanisierung dieses Teils von São Paulo. Insgesamt wurde 1974 eine Fläche von zehn Hektar in der Umgebung des U-Bahnhofes planiert, ein Platz und ein kleiner Park angelegt. 1981 erwarb die brasilianische Bank Itaú einen großen Teil der Fläche auf der östlichen Seite des Bahnhofes und errichtete dort bis 1985 fünf Bürotürme, einen der Unternehmenssitze der Bank in São Paulo (Centro Empresarial Itaú Conceição). 1992 wurde auf der westliche Seite des U-bahnhofes das Bürozentrum „Centro Empresarial do Aço“ eröffnet, Sitz verschiedener brasilianischer Unternehmen der Stahlbranche.
1994 schenkte die Betreibergesellschaft der Metro Lissabon der Betreibergesellschaft der Metrô São Paulo zwei Kunstwerke des Künstlers David de Almeida, die im U-Bahnhof Conceição angebracht wurden. Sie tragen die Titel As Vias do Céu [Himmelswege] und As Vias da Água [Wasserwege] und sind aus Moleanos-Glasblöcken, Säure und Autolack gefertigt und messen 5,6 m in der Breite und 12,30 m in der Höhe. Laut dem portugiesischen Künstler sollen diese beiden Wandbilder eine Hommage an die Pioniere der Wasser und des Himmels beider Länder (Portugal und Brasilien) sein: Santos Dumont, Gago Coutinho, Sacadura Cabral sowie Pedro Álvares Cabral. Im Gegenzug erhielt die Metro Lissabon das Kunstwerk A Chegança von Luiz Ventura, das im U-Bahnhof Restauradores ausgestellt ist.
Im Jahr 2023 nutzten durchschnittlich 25.000 Fahrgäste pro Werktag den Bahnhof, womit der Bahnhof zu den weniger genutzten der Linie gehört.

## Einzelnachweise

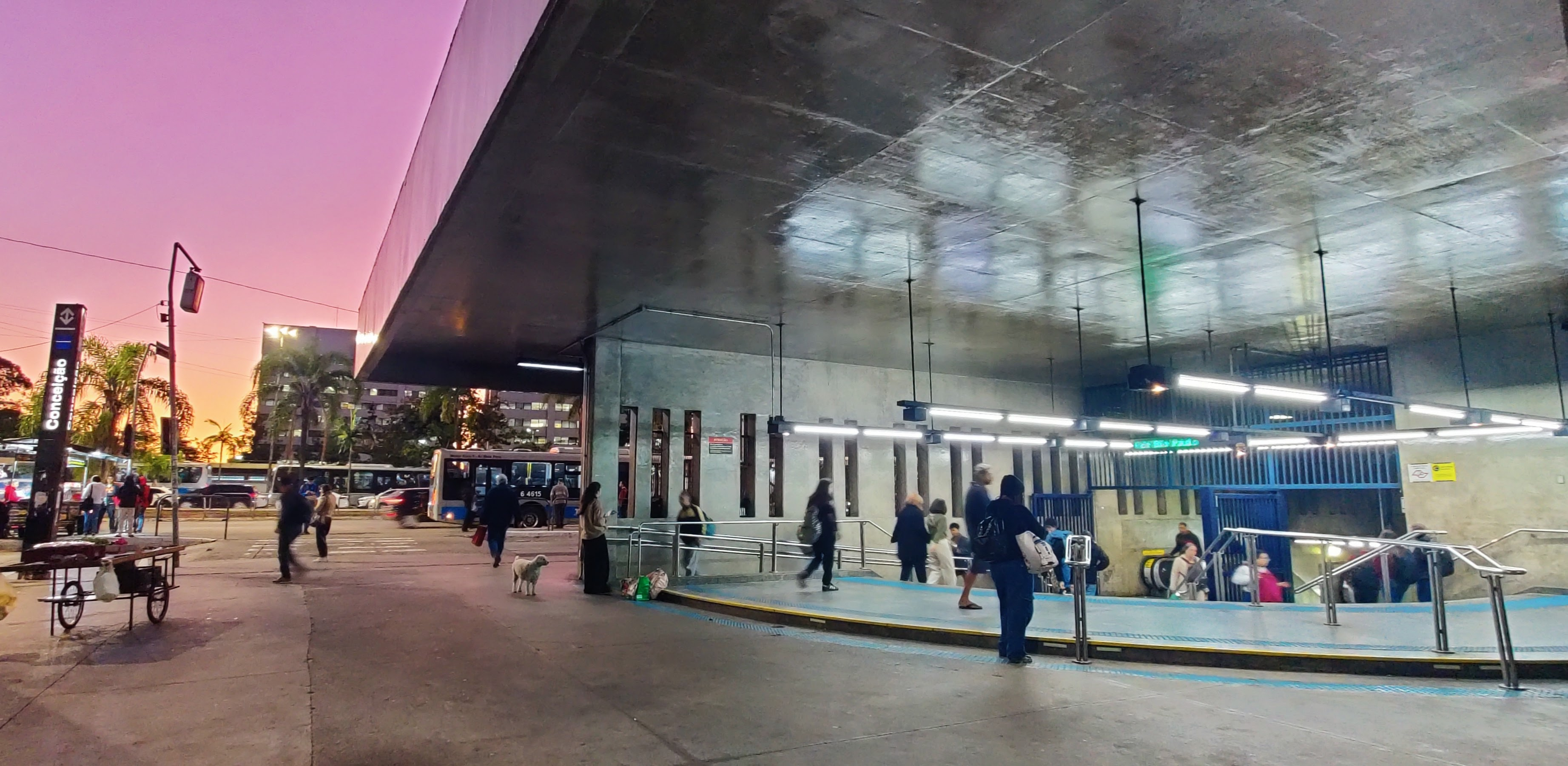
Auf der östlichen Seite der Avenida Engenheiro Armando de Arruda Pereira befindet sich der Hauptzugang des U-Bahnhofes, einschließlich eines kleinen Busbahnhofes

## Verlauf
| Linie | Verlauf |
| ----- | --- |
|       | Tucuruvi – Parada Inglesa – Jardim São Paulo–Ayrton Senna – Santana – Carandiru – Portuguesa–Tietê – Armênia – Tiradentes – Luz – São Bento – Sé – Japão–Liberdade – São Joaquim – Vergueiro – Paraíso – Ana Rosa – Vila Mariana – Santa Cruz – Praça da Árvore – Saúde – São Judas – Conceição – Jabaquara |